# Scopula serenata
Scopula serenata là một loài bướm đêm trong họ Geometridae.